# Grătar

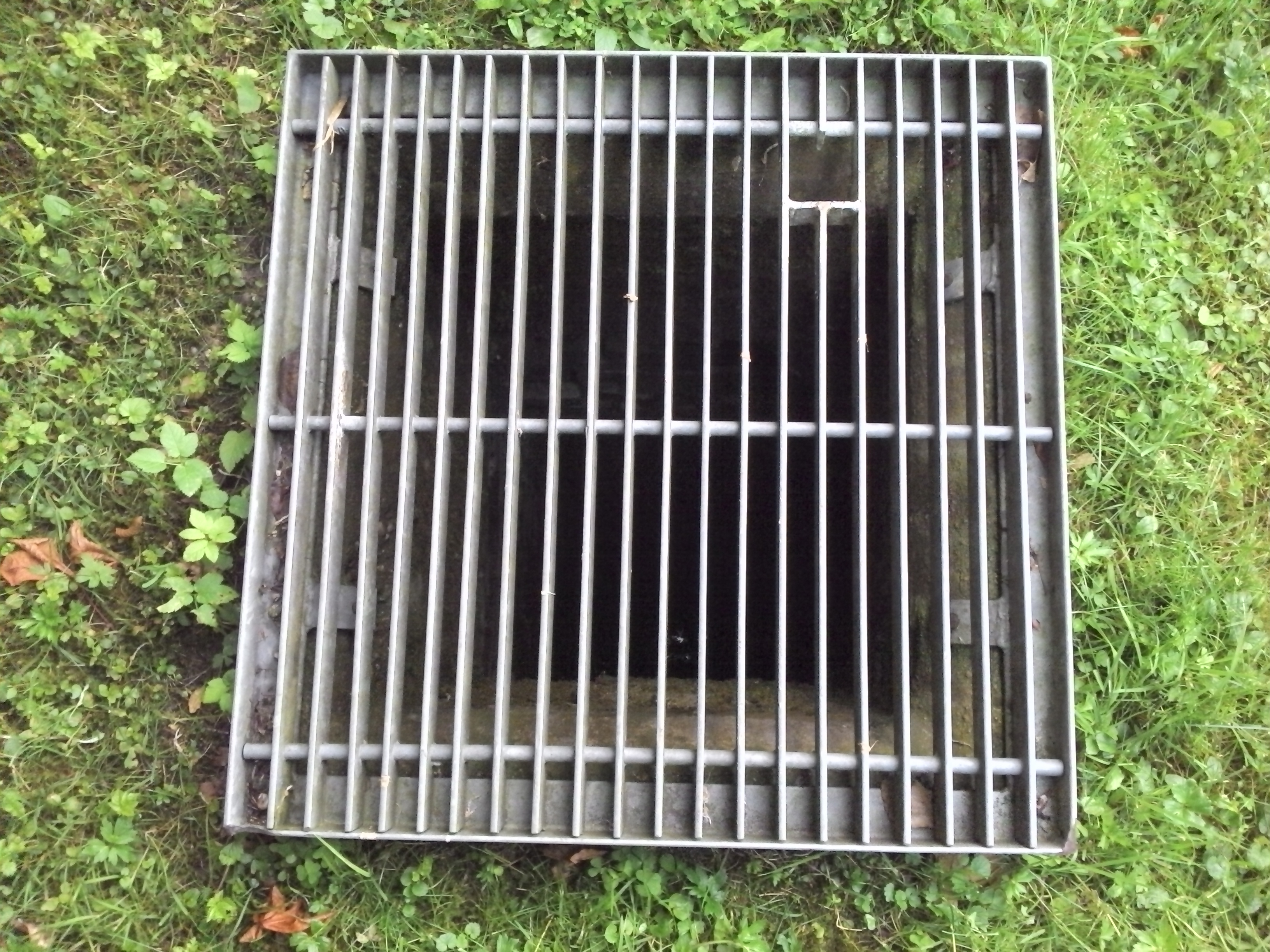
Grătar de protecție al unei guri de aerisire

Un grătar este un dispozitiv format din structuri asemănătoare care se repetă, folosit la separarea unui spațiu în două zone diferite. Grătarele se pot realiza din bare paralele, menținute la o anumită distanță între ele, sau din alte elemente. În funcție de scopul în care sunt folosite, grătarele pot fi din metal, lemn, masă plastică sau alte materiale.

## Grătare de protecție, susținere și sortare
Una dintre principalele funcții ale unui grătar este împiedicarea accesului într-un anumit spațiu. De exemplu, în hidrotehnică se folosesc grătare care împiedică pătrunderea unor corpuri care plutesc (crengi, bucăți de gheață) în admisiile diveselor instalații. Alte exemplu sunt protejarea gurilor de canalizare, a gurilor de aerisire, a arborilor.
Grătarele de susținere permit susținerea temporară sau permanentă a diferitelor corpuri. Pasarelele multor instalații în aer liber sunt realizate din grătare, care susțin oamenii, dar lasă să treacă intemperiile, cum ar fi ploaia sau zăpada. Grătare de lemn sunt folosite deasupra ieslelor pentru alimentarea cu fân a animalelor. În bucătării se folosesc grătare metalice pentru a frige diferite produse și grătare din metal, lemn sau mase plastice ca suporturi pentru oale fierbinți sau pentru tăierea pâinii.
Grătarele de sortare sunt formate din bare metalice simple sau încrucișate sau din table perforate și servesc la sortarea diferitelor materiale, cum ar fi bulgării de cărbune, piatra concasată, semințe etc. Funcția lor este similară cu cea a ciururilor.

Diferite tipuri de grătare
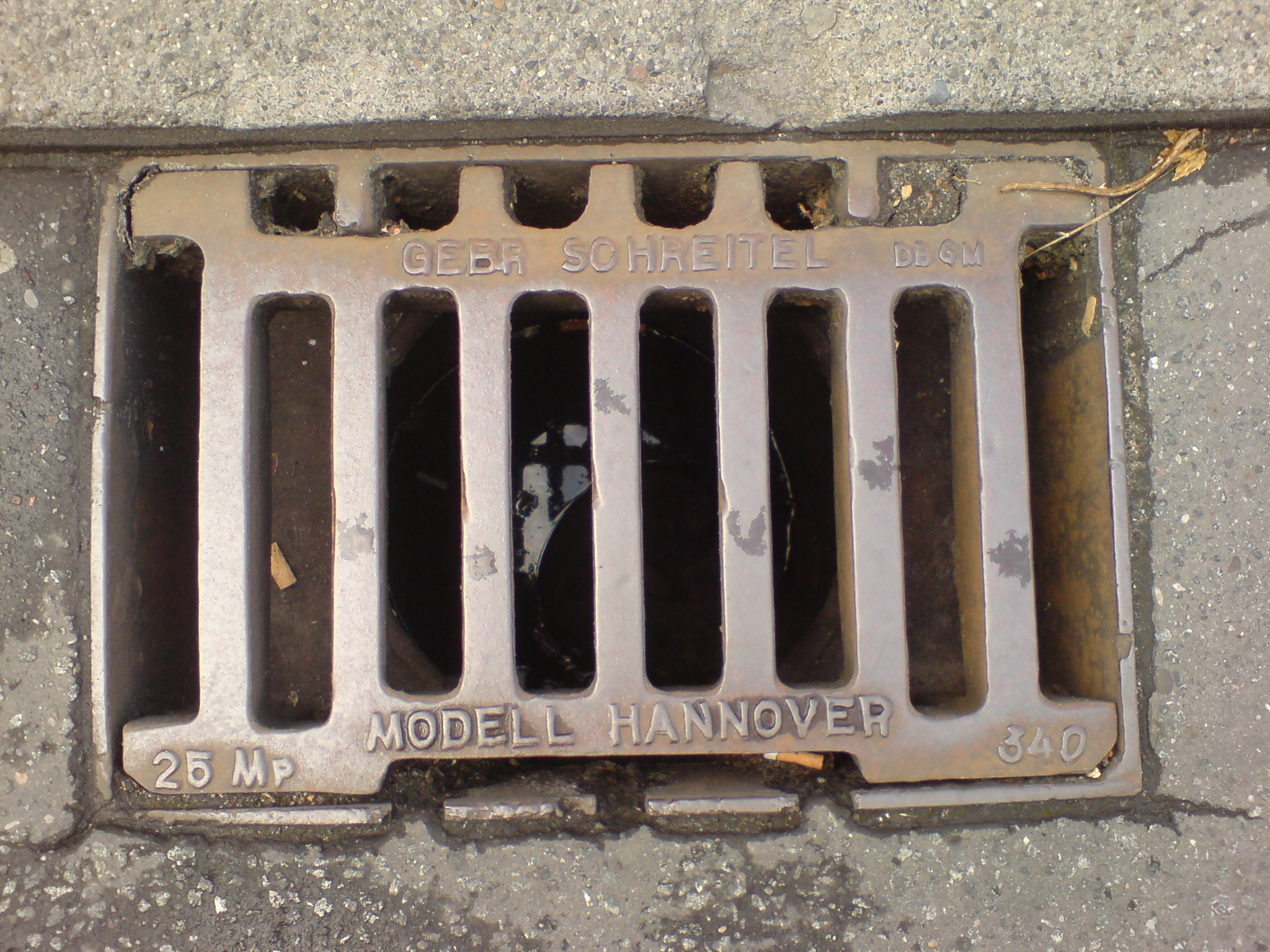
Grătar pentru guri de canalizare
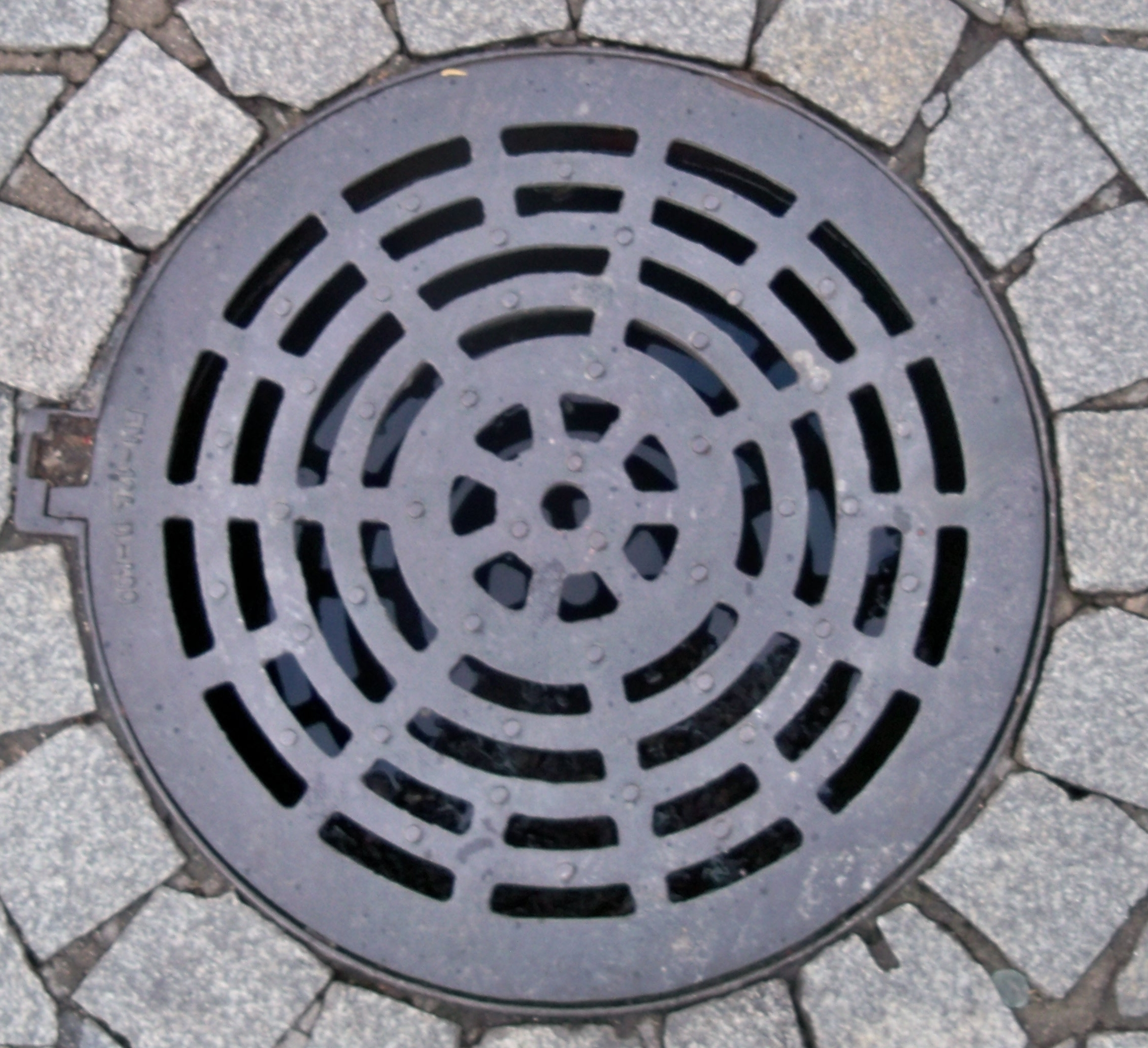
Grătar pentru guri de acces în canalizare
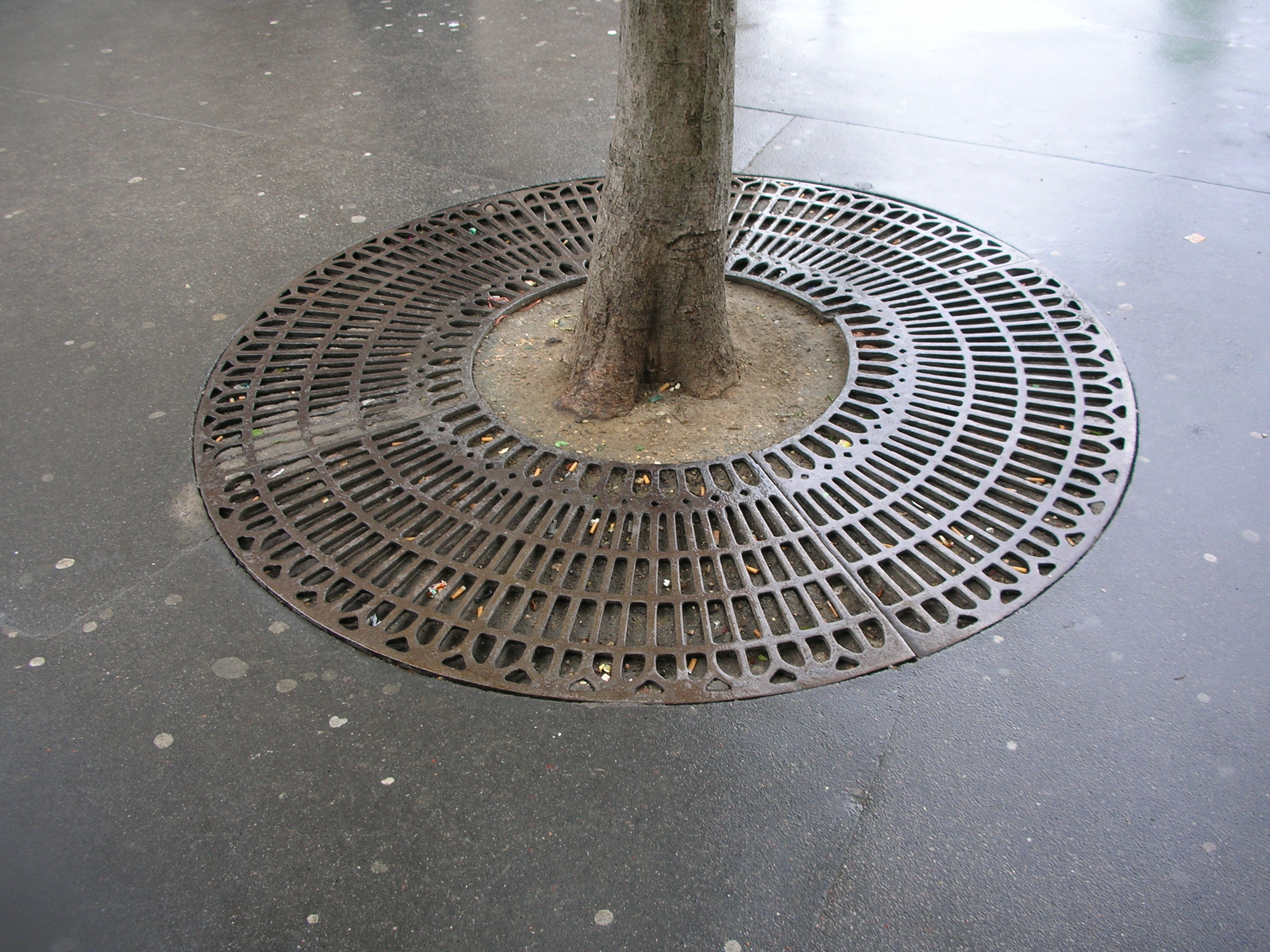
Grătar pentru protecția pomilor
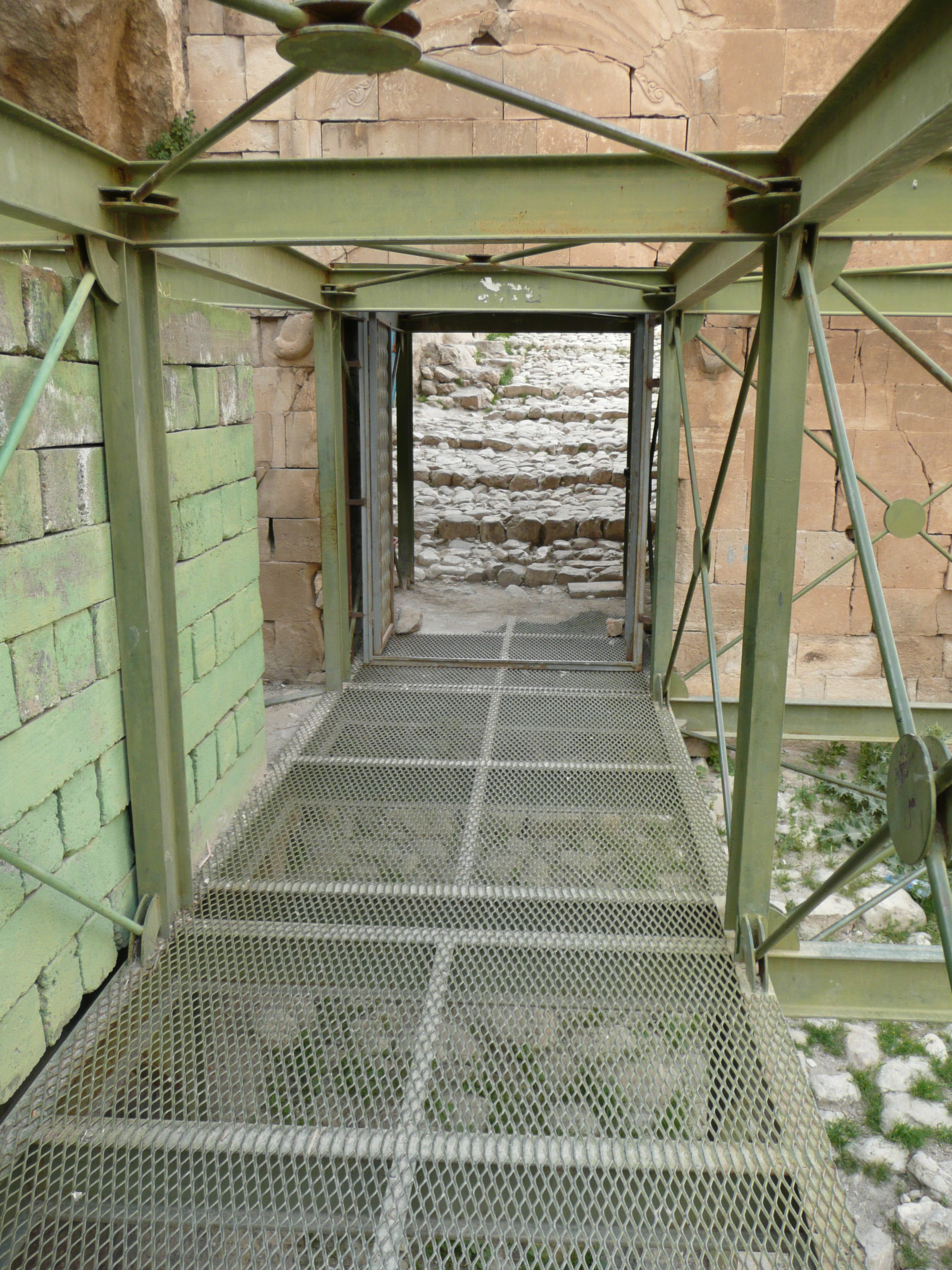
Pasarelă cu grătar
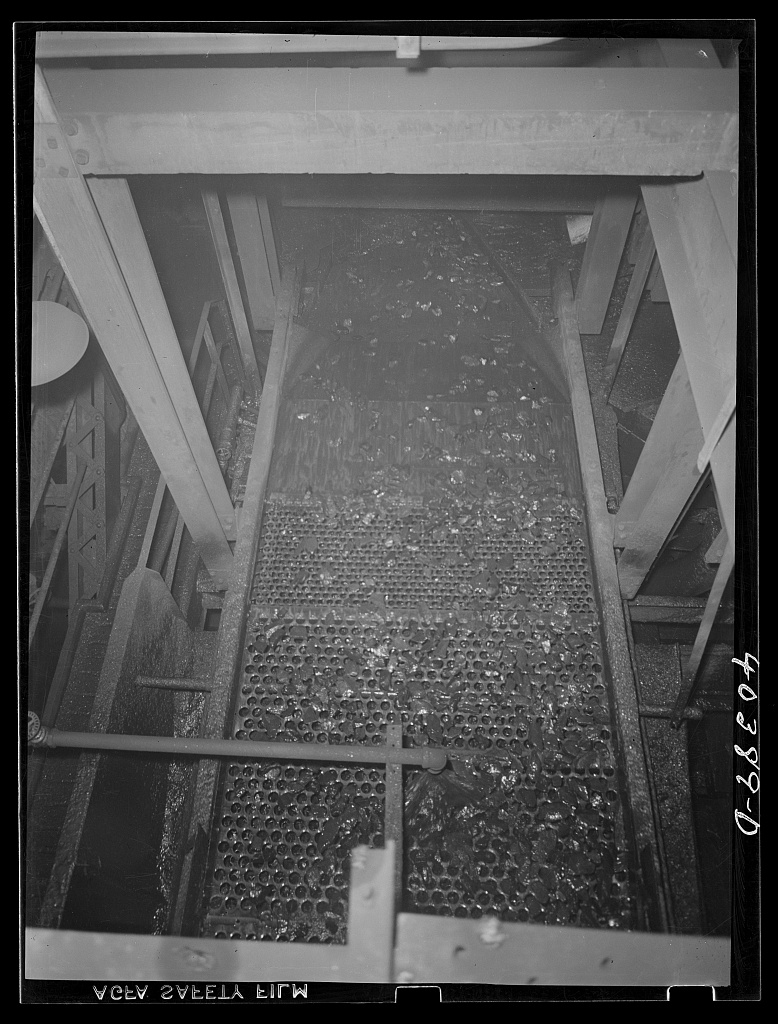
Grătare de sortare

## Grătare în instalații de ardere
În instalațiile de ardere grătarele se folosesc la arderea combustibilior solizi — de exemplu cărbune, lemn, deșeuri — cu excepția arderii prafului de cărbune. Ele separă focarele în două părți, partea superioară fiind camera de ardere, iar cea inferioară cenușarul. Pe grătar se încarcă combustibilul, iar aerul necesar arderii se poate introduce atât prin grătar, cât și pe deasupra lui. Barele grătarului permit evacuarea prin el a cenușii formate.
În funcție de tipul lor, aceste grătare pot fi:
- Grătare fixe, la care toate barele de grătar sunt nemișcate. Aceste grătare relizează arderea combustibilului în strat liniștit sau în strat fluidizat. La arderea în strat liniștit este necesară scormonirea manuală a stratului, ceea ce limitează puterea focarului la cea a unei locomotive cu abur.[1][2][3] La arderea în strat fluidizat, fluidizarea se realizează prin insuflarea aerului sub presiune prin grătar.[4][5]
- Grătare mobile, la care barele, sau o parte din ele sunt mobile. Aceste grătare relizează arderea combustibilului în strat răscolit, răscolirea fiind făcută mecanic. În funcție de modul de deplasare a barelor și a combustibilului din strat, aceste grătare pot fi cu împingere directă, răsturnată, centrală,[6][7] sau grătare rulante.[6][8]